# In un angolo di cielo notturno
In un angolo di cielo notturno (夜空のすみっこで、?, Yozora no sumikko de,) è un manga shōnen'ai scritto e disegnato da Nojiko Hayakawa, serializzato dal 2011 al 2013 sulla rivista giapponese HertZ e successivamente raccolto in un unico volume. Un'edizione in lingua italiana è stata distribuita da Flashbook Edizioni.
L'opera gode dello spin-off Yoake ni furu,.

## Trama
Un giorno qualunque Kaoru Hoshino, un professore, incontra Akihiro Sudo, un suo ex senpai del liceo con il quale frequentava il club di astronomia, nel piazzale della scuola elementare dove insegna. I due non si vedono da 11 anni, ossia dal giorno della consegna dei diplomi, e Hoshino resta sorpreso nello scoprire che Sudo è il padre di Shouta, uno dei suoi studenti più promettenti. I due ai tempi della scuola erano legati da una forte amicizia e Hoshino provava una forte e profonda ammirazione per lui ma, subito dopo aver conseguito il diploma, Sudo si dileguò senza lasciar alcuna traccia. Da quest'incontro molte domande emergono nella mente di Sudo, che si ritrova immerso in un mare di sensazioni e sentimenti che credeva aver scordato (dei flashback mostrano com'era il loro rapporto a quei tempi). E mentre, lentamente, Sudo si fa sempre più audace, Hoshino comincia a prendere consapevolezza di ciò che prova per lui.

## Pubblicazione
| Nº | Data di prima pubblicazione | Data di prima pubblicazione | Data di prima pubblicazione | Data di prima pubblicazione |
| Nº | Giapponese                  | Giapponese                  | Italiano                    | Italiano                    |
| -- | --------------------------- | --------------------------- | --------------------------- | --------------------------- |
| 1  | agosto 2013                 | ISBN 978-4-8130-3027-0      | 3 marzo 2017                | ISBN 978-88-6169-610-5      |